# Wikariat apostolski Nepalu
Wikariat apostolski Nepalu (łac.: Apostolicus Vicariatus Nepalianus) – jednostka podziału administracyjnego Kościoła rzymskokatolickiego w Nepalu, obejmująca swoim zasięgiem cały kraj. Siedziba wikariusza apostolskiego znajduje się w prokatedrze Wniebowzięcia Najświętszej Maryi Panny w Katmandu.

## Historia
Chrześcijaństwo pojawiło się w Nepalu w XVII w. za sprawą portugalskich misjonarzy. Tutejsi katolicy podlegali administracji kościelnej z sąsiednich Indii. 7 października 1983 papież Jan Paweł II wydzielił terytorium Nepalu, na którym znajdowało się 13 parafii z archidiecezji Patna, tworząc misję „sui iuris” Nepalu.
8 listopada 1996 misja została przekształcona w prefekturę apostolską, co zawiązane było z jej dynamicznym rozwojem. Ostatnia jak dotychczas zmiana miała miejsce 10 lutego 2007, kiedy to papież Benedykt XVI podniósł prefekturę do rangi wikariatu.

## Wikariusze apostolscy
- 2007–2014: bp Anthony Francis Sharma SJ
  - prefekt (1984–2007)
- 2014–2024: bp Paul Simick

## Podział administracyjny
W skład prefektury apostolskiej wchodzą czterdzieści dwie parafie znajdujące się w Katmandu, Pokharze, Dharanie, Damarku i Deoniya.